# Massul
Massul is een deelgemeente van Neufchâteau. 
In Neufchâteau bevindt zich een verkeerswisselaar op de autosnelweg. In de buurt daarvan bevindt zich een Verkeerspost van de Federale Wegpolitie, de Verkeerspost Massul. Deze bevindt zich aan de afrit 27 tussen de E411 Brussel - Arlon en de E25 naar Luik.